# Denver (Karolina Północna)
Denver – jednostka osadnicza w Stanach Zjednoczonych, w stanie Karolina Północna, w hrabstwie Lincoln.